# NK Mladost Čačinci
Nogometni klub Mladost Čačinci nogometni je klub iz Čačinaca. U sezoni 2023./24. natječe se u Premijer ŽNL Virovitičko-podravskoj.

## O klubu
Domaće utakmice igra na stadionu SRC Rupa Čačinci čiji kapacitet iznosi 1500. Osnovan je 24. lipnja 1929. godine.

## Vanjske poveznice
- znsvpz.hr, Čačinci